# Morehead State University

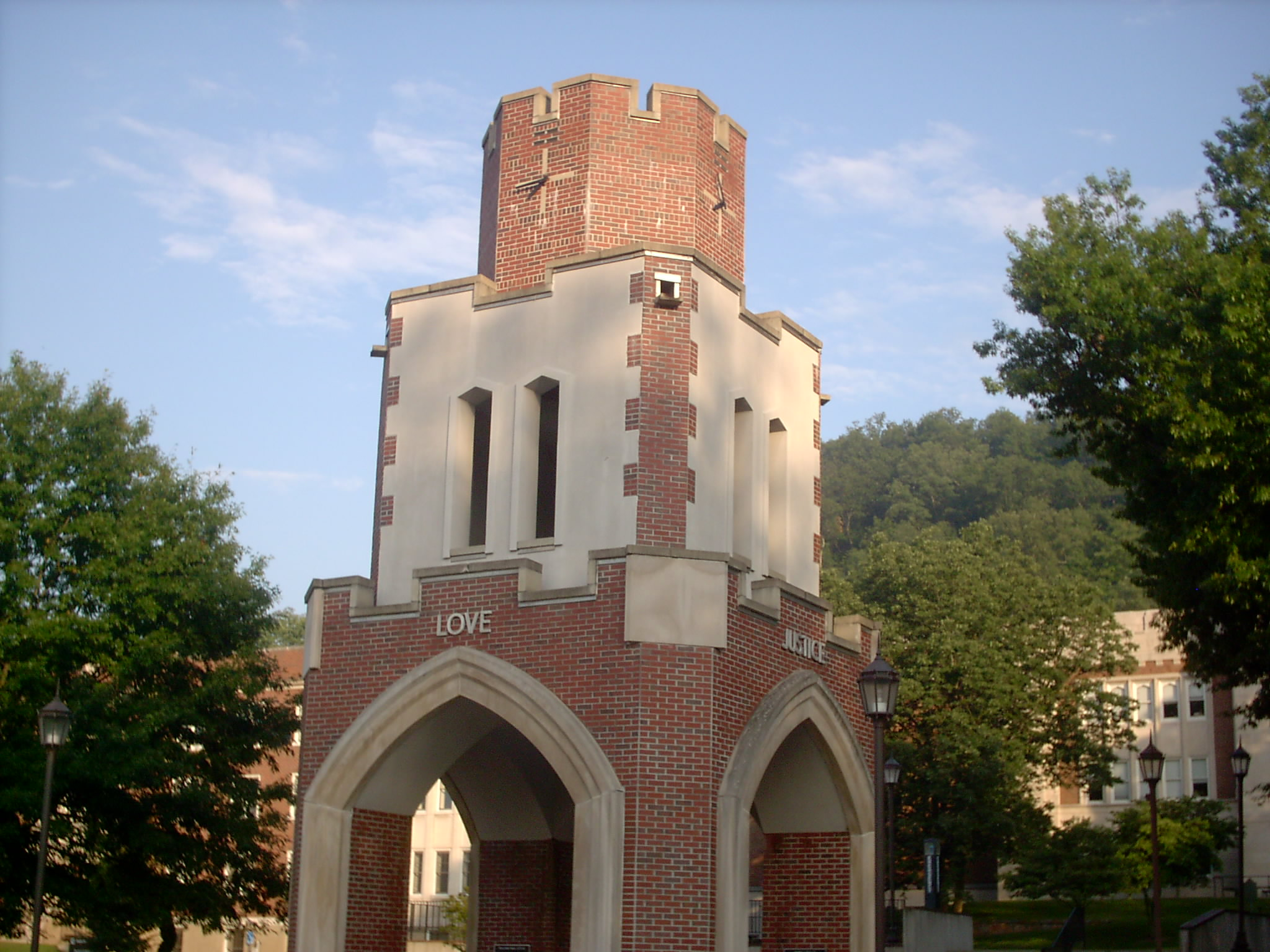
Bell Tower

Die Morehead State University ist eine staatliche Universität in Morehead im US-Bundesstaat Kentucky. Sie wurde 1922 gegründet. Derzeit sind hier 9509 Studenten eingeschrieben. Sie ist eine von nur vier Hochschulen in den USA, die einen Bachelorstudiengang in Universumswissenschaften anbieten.

## Organisationale Gliederung
- Geisteswissenschaften (Caudill College of Humanities)
- Naturwissenschaften und Technologie
- Pädagogik
- Wirtschaftswissenschaften

## Sport
Die Sportteams der Morehead State University sind die Eagles. Die Hochschule ist Mitglied der Ohio Valley Conference. Das Footballteam spielt in der Pioneer Football League.